# الطريق الوطني
الطريق الوطني (المعروف أيضا باسم طريق كمبرلاند) كان أول الطرق السريعة المحسنة في الولايات المتحدة الذي بني من قبل الحكومة الاتحادية. بني بين عام 1811 و 1837، 620 ميل (1,000 كـم) الطريق يوصل بين بوتوماك ونهر اوهايو و كان هو طريق النقل الرئيسي المؤدي إلى الغرب لآلاف المستوطنين. عندما أعيد بناؤه في 1830، أصبح الطريق الثاني في الولايات المتحدة الذي تظهر علي سطحه حصباء ورائد هذه العملية هو الإسكتلندي جون لودون ماك آدم.
بذأ البناء في الاتجاه غربا في عام 1811 في كمبرلاند, ميريلاند، على نهر بوتوماك. بعد الذعر المالي 1837 والناتج عن الكساد الاقتصادي، توقف تمويل الكونغرس وتوقفت عمليات البناء في فانداليا, إلينوي، العاصمة الإقليمية  ولاية إيلينوي الإقليمية، 63 ميل (101 كـم) إلى الشمال الشرقي من سانت لويس عبر نهر المسيسيبي.
يسمي الطريق أيضا ب كمبرلاند تيرنبايك (الرئيسي السريع) ، كمبرلاند–براونزفيل تيرنبايك  (أو الطريق أو رمح)، كمبرلاند بايك ، الرمح الوطني, الحاجر  الوطني.[بحاجة لمصدر]
 الكثير من الرصف تلي طريق الولايات المتحدة الأمريكية  40، مع مختلف  الأجزاء التي تحمل اسماءالطريق الولايات المتحدة 40 البديلة، أو ارقام متعددة لطريق الدولة  (مثل ميريلاند الطريق 144 لعدة أقسام بين بالتيمور وكمبرلاند).
في عام 2002 الطريق بالكامل، بما في ذلك امتداد الشرق إلى بالتيمور والغرب إلى سانت لويس، سمي الطريق الوطني التاريخي ، كله طريق أمريكي.

## التاريخ

### طريق برادوك
افتتح طريق برادوك  من قبل شركة اوهايو في 1751 بين فورت كمبرلاند، حد الملاحة في أعالي نهر بوتوماك، وبين المحطة العسكرية الفرنسية في فورت دكين في التفرعات من نهر "أوهايو", (عند التقاء ألغني وانهار مونونجاهيلا), تقع نقطة تجارية وعسكرية مهمة الآن حيث مدينة بيتسبرغ. حصلت على اسمها خلال الحقبة الاستعمارية في الحرب الفرنسية الهندية من 1753-63 (المعروفة أيضا باسم حرب السنوات السبع في أوروبا)، عندما كان يستخدمه الجنرال البريطاني إدوارد برادوك برفقة العقيد جورج واشنطن في ميليشيا ولاية فرجينيا فوج في في بعثة برادوك يوليو المشؤوم 1755 تمت محاولة اعتداء علي دوكين فورت الفرنسي (و الذي تسمي الآن Pittsburgh، Pennsylvania).

### طريق كمبرلاند

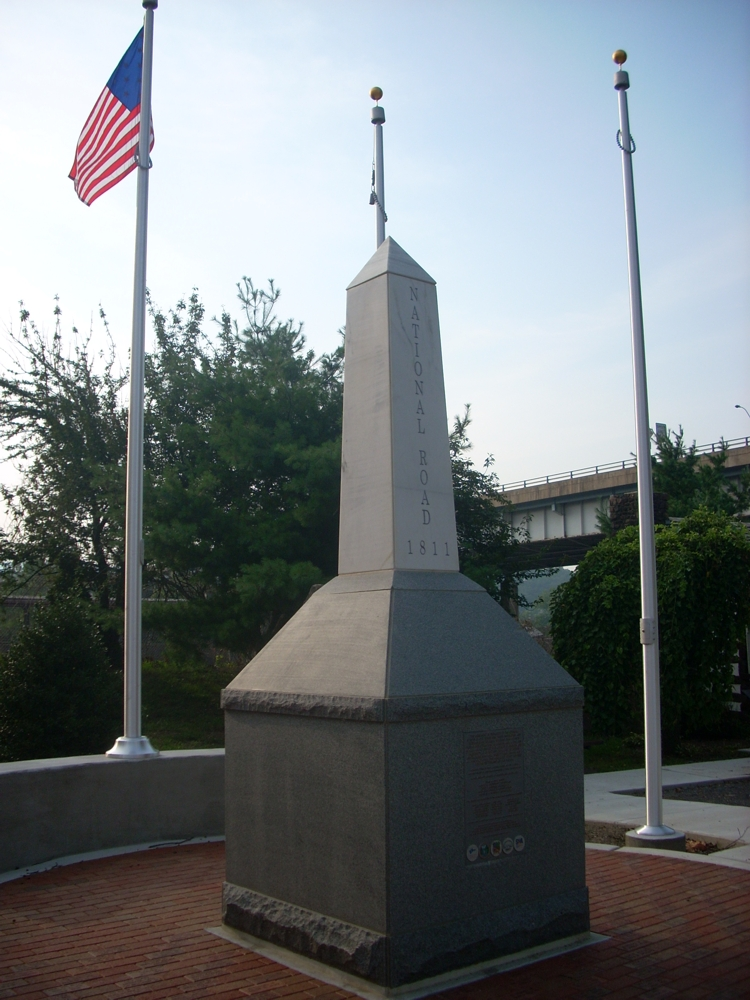
علامة بداية الطريق الوطني كمبرلاند.

بناء طريق كمبرلاند (الذي أصبح فيما بعد جزءا من الطرق الوطنية الأطول) تمت الموافقة عليه في 29 مارس 1806 من قبل الرئيس توماس جيفرسون. طريق كمبرلاند الجديد يحل محل طريق برادوك المخصص للسيارات والسير علي الاقدام  للسفر بين بوتوماك وولاية أوهايو، بتتابع تقريبا نفس المحاذاة إلى الشرق من Uniontown, بنسلفانيا. من هناك حيث يتجه طريق برادوك  شمالا نحو بيتسبرغ، الطريق الوطني الجديد /طريق كمبرلاند يستمر غربا الي ويلينج , ولاية فرجينيا الغربية (ثم جزء من ولاية فرجينيا)، وأيضا على نهر أوهايو.
عقد إنشاء أول قسم تم منحه لهنري ماكينلي في 8 مايو عام 1811،  وبدأ البناء في وقت لاحق من ذلك العام، مع الطريق ليصل إلى ويلينج  في 1 أغسطس عام 1818. لأكثر من 100 سنة، بسيط حجر جرانيت بسيط كان هو العلامة الوحيدة لبداية الطريق في كمبرلاند، ميريلاند. في حزيران / يونيه 2012، نصبت بلازا واثر في مدينة ريفرسايد بارك، بجوار نقطة البداية التاريخية الاصلية.
وراء الطريق الوطني المحطة الشرقية في كمبرلاند ونحو المحيط الساحل الاطلسي شيدت سلسلة من الطرق الخاصة و الطرق الرئيسية.يرتبط الطريق الوطني (المعروف أيضا باسم Old National Pike) مع بالتيمور، ثم ثالث أكبر مدينة في البلاد، كبرى الموانئ البحرية على خليج تشيسابيك. أنجزت في عام 1824, شكلت طرق التغذية هذه التي يشار إليها امتداد شرقي لطريق الاتحاد الوطني.

### الامتداد غربا

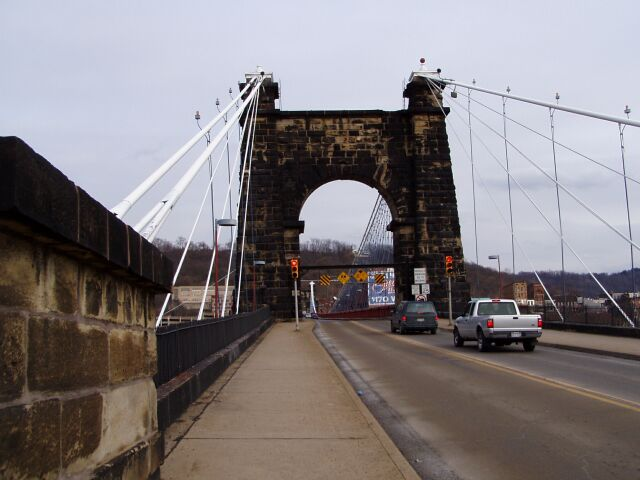
جسر ويلينج المعلق عبر نهر أوهايو تم الانتهاء منه في عام 1849 و لا يزال قيد الاستخدام من قبل حركة المرور المحلية.

في 15 مايو 1820، أمر الكونغرس بامتداد الطريق إلى سانت لويس على نهر المسيسيبي، وفي 3 مارس 1825، عبر نهر المسيسيبي، جيفرسون سيتي بولاية ميسوري. تم العمل على امتداد بين ويلينج و زانيزفل, أوهايو، المستخدمة من قبل القائم زين تريس القديمة إبنيزر زين، واكتمل في عام 1833  العاصمة الجديدة للولاية من كولومبوس, أوهايو، وفي عام 1838 إلى كلية بلدة سبرينغفيلد بولاية أوهايو.
في عام 1849 تم الانتهاء من الجسر لتنفيذ الطريق الوطني عبر نهر أوهايو في ويلينج. جسر ويلينج المعلق صممه تشارلز ايليت الابن كان في ذلك الوقت أطول جسر في العالم الافتراضي في 1,010 قدم (310 م) من برج إلى برج.

### النقل إلى الولايات

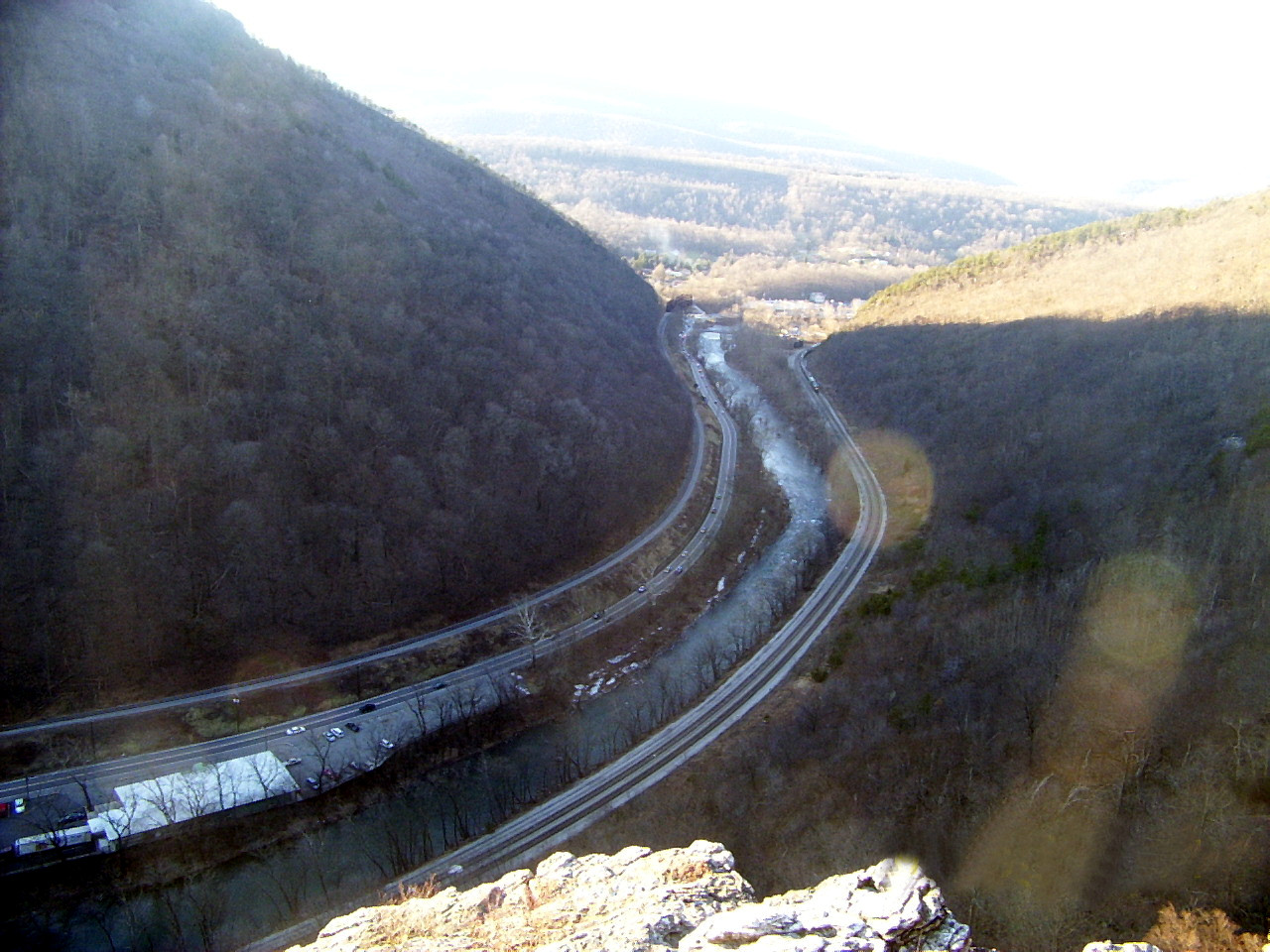
مضيق كمبرلاند غرب كمبرلاند ، جزء من إعادة ترتيب التوجيه

تكاليف الصيانة في طريق كمبرلاند أصبحت أكثر من ما كان الكونجرس على استعداد لتحمله. في اتفاقات مع ميريلاند وفرجينيا وبنسلفانيا، الطريق كان لا بد من إعادة بناءه وتظبيط سطحه. الجزء الممتد على جبل هايستاك الغربي من كمبرلاند، تم هجره  وبني طريق جديد عبر مضيق كمبرلاند.
في 1 أبريل 1835 هناك قسم من ويلينج إلى كمبرلاند تم نقله إلى ولاية ماريلاند وبنسلفانيا وفرجينيا (شرق فيرجينيا). آخر اعتمادا من الكونغرس قدم 25 مايو 1838، وفي عام 1840، صوت الكونغرس ضد الانتهاء من الجزء الغير مكتمل من الطريق، والتصويت المقرر تم من قبل هنري كلاي. بحلول ذلك الوقت، اثبتت خطوط السكك الحديدية انها أفضل طريقة للنقل مسافات طويلة، السكك الحديدية لبالتيمور وأوهايو كان يجري بناؤها في الجهة الغربية من بالتيمور إلى كمبرلاند، معظمها على طول نهر بوتوماك، ومن ثم الطريق الأكثر مباشرة من الطريق الوطني عبر هضبة أليغني من ولاية فرجينيا الغربية (فيرجينيا) الي ويلينج.  بناء الطريق الوطني توقف في عام 1839. الكثير من الطريق من خلال إنديانا وإلينوي لا تزال غير مكتملة وتم نقله في وقت لاحق إلى الولايات المتحدة.

### الأحداث اللاحقة

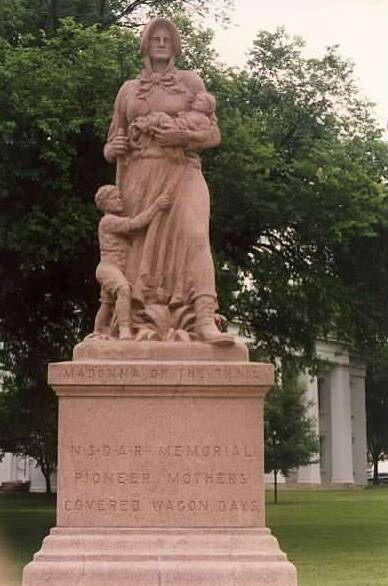
نصب درب مارونا عبر الطريق الوطني في فاناليا, إلينوي

في عام 1912، كمبرلاند الطريق الوطني تم اختياره ليصبح جزءا من مسارات الطريق الوطني القديم، التي  تمتد شرقا إلى مدينة نيويورك والغرب إلى سان فرانسيسكو, كاليفورنيا. خمسة من معالم درب مادونا تبرعوا بها بنات الثورة الأمريكية، أقيمت على طول الطريق الوطني القديم. 
في عام 1927، عين الطريق الوطني كالجزء الشرقي من الطريق السريع40. للولايات المتحدة، والذي لا يزال يتبع رصيف الطريق الوطني في التجاوزات والاصلاحات والكباري الجديدة من حين الي اخر. المعظم الموازي لمدخل الولاية 70 الآن يوفر طريقا أسرع عن طريق السفر دون العديد من المنحنيات الحادة، درجات الانحدار والجسور الضيقة من الولايات المتحدة 40 وقطاعات أخرى من الطريق الوطني. بين هانكوك في غرب ولاية ماريلاند وواشنطون, بينسلفانيا، I-70 يأخذ مثارا شماليا  للتواصل والاتباع مع حجر بنسلفانيا  (كما سميت I-76) عبر الجبال بين بريزوود ونيو ستانتون، حيث I-70 يتجه غربا  للانضمام إلى الطريق الوطني هو الطريق (U. S 40) بالقرب من واشنطن وبنسلفانيا.
مؤخرا شيد مدخل الولاية 68 موازي للطريق القديم من هانكوك خلال غرب كمبرلاند إلى كيزر ريدج، ميريلاند، عندما يتجه الطريق الوطني الأمريكي 40 بدوره شمال غرب ولاية بنسلفانيا، لكن-68 يتواصل غربا مباشرة ليقابل مدخل الولاية  مدخل الولاية 79 بالقرب من مورغانتاون, ولاية فرجينيا الغربية. جزء  I-68 في ولاية ماريلاند هو الطريق الوطني السريع.

### الهياكل التاريخية

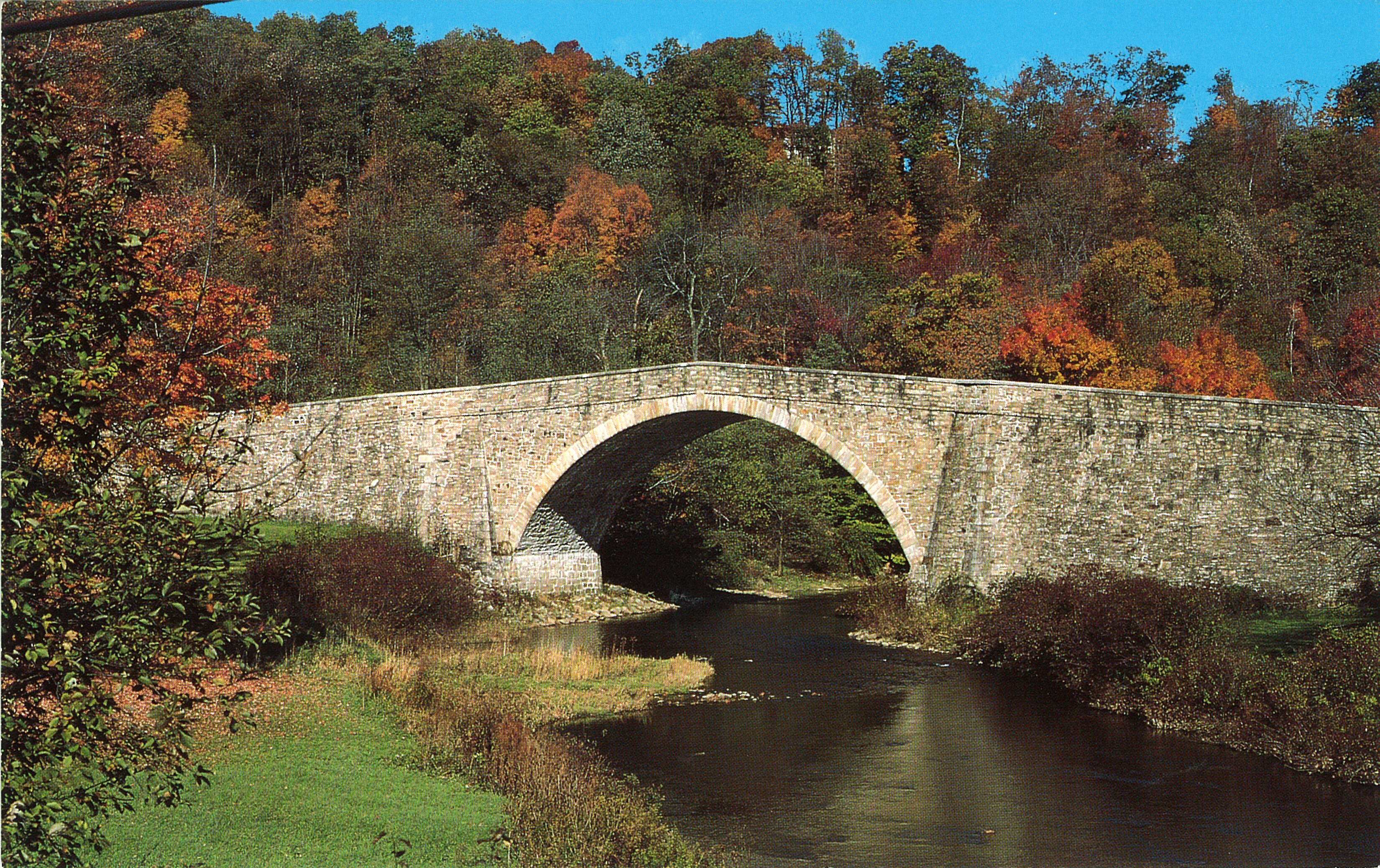
كاسل مان جسر نهر في غرب ولاية ماريلاند في عام 1979

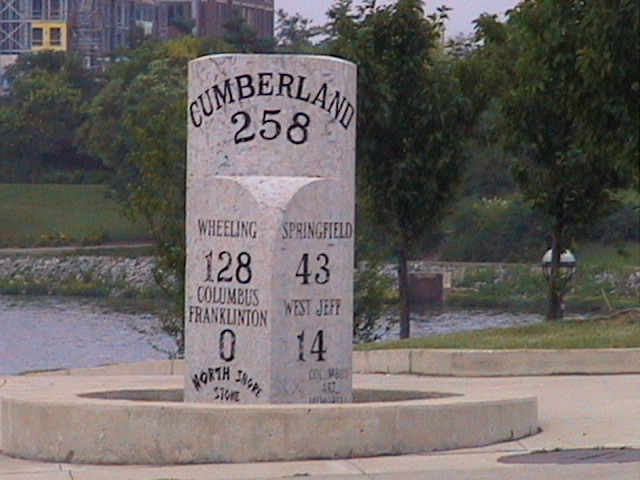
علامة لتحديد الاميال علي طول الطريق الوطني في كولومبوس ، أوهايو

العديد من الجسور الحجرية الاصلية في الطريق الوطني أيضا تظل كالسابق، بما في ذلك:
- جسر نهر كاسيل مان بالقرب من قرية غرانتسفيل ، ميريلاند – التي بنيت في 1813-1814 لتوصل الطريق عبر نهر كاسيل مان؛ و كان أطول جسر في العالم من حجر القوس  في ذلك الوقت.
- جسر المعابرالعملاق. جسر بالقرب من كونفلوانسو بنسلفانيا – بني في عام 1818 لحمل الطريق على نهر يوغيوغيني، الجسر، البلدة المجاورة، بنسلفانيا (التي  سويت) تحت مياه  بحيرة نهر يوغيوجيني (على الرغم من أنها لا تزال مرئية في بعض الأحيانعند انخفاض مستويات المياه للغاية).[7]

جسر وطني اخر متبقي هو جسر التعليق المعلق  في ويلنج. فيرجينيا الغربية. افتتح في عام 1849 إلى تولهاوس.  تحمل الطريق عبر نهر "أوهايو" ، كان أكبر جسر معلق في العالم حتى عام 1851، وهو اليوم أقدم جسر معلق في الولايات المتحدة لا يزال قيد الاستخدام. أحدث جسرالان يحمل  40 -70من   الولايات المتحدة التي تم إعادة تصميمها عبر نهر قريب.
ثلاثة من الطريق الأصلي حصيلة المنازل محفوظة:
- منزل لا فال تولجيت، لا فال، ميرلاند
- بطرسبرغ تول هاوس، اديشن، بنسلفانيا
- سي رايتس أول هاوس بالقرب من يونينتاون, بنسلفانيا

بالإضافة إلى ذلك، العديد من علامات الاميال—بعض جيدا، والبعض الآخر تدهور والبعض الآخر ممثل في البدائل الحديثة—لا تزال سليمة على طول الطريق.

## وصف الطريق

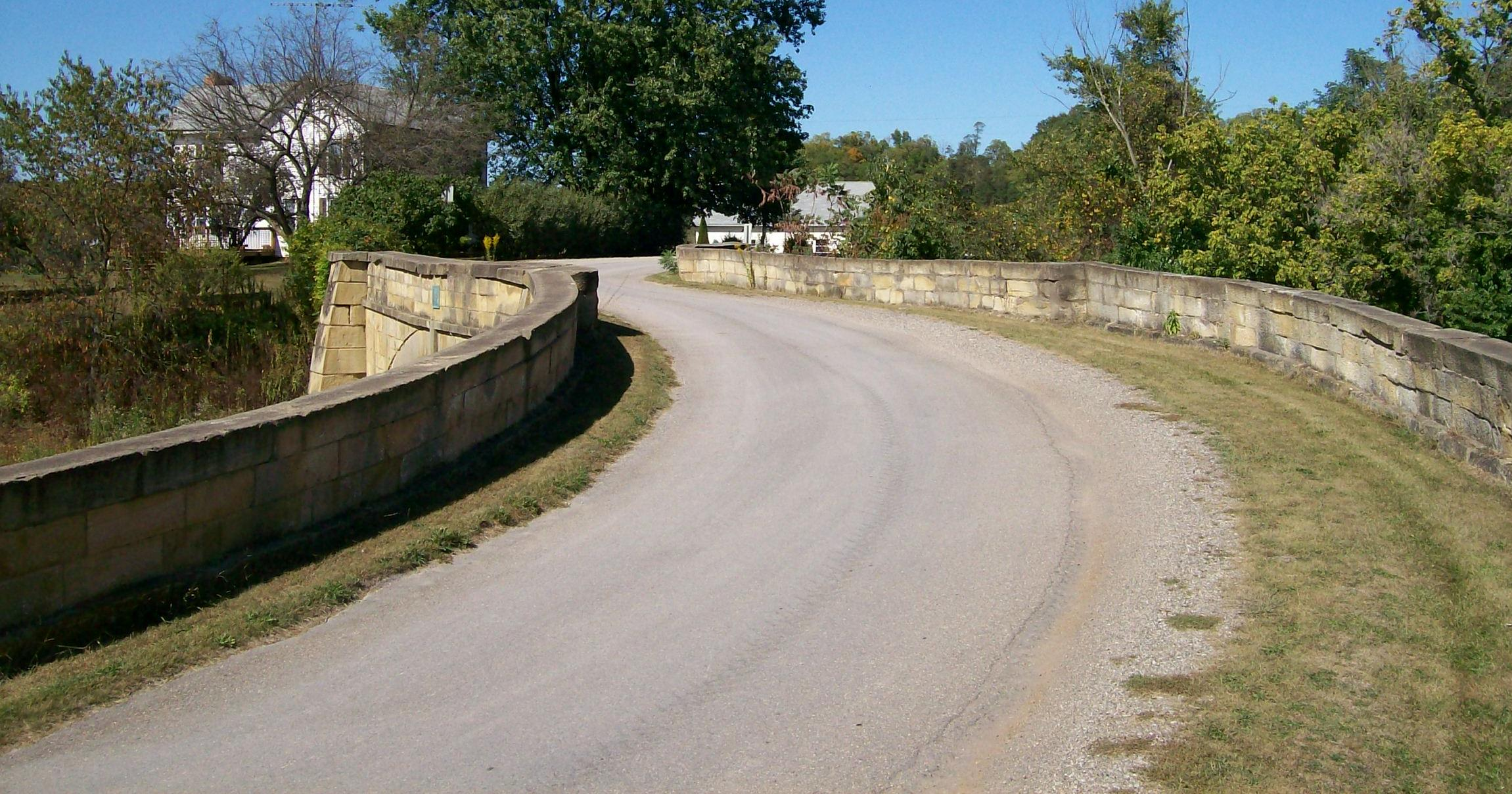
جسر اس على الطريق الوطني القديم شرق واشنطن, أوهايو

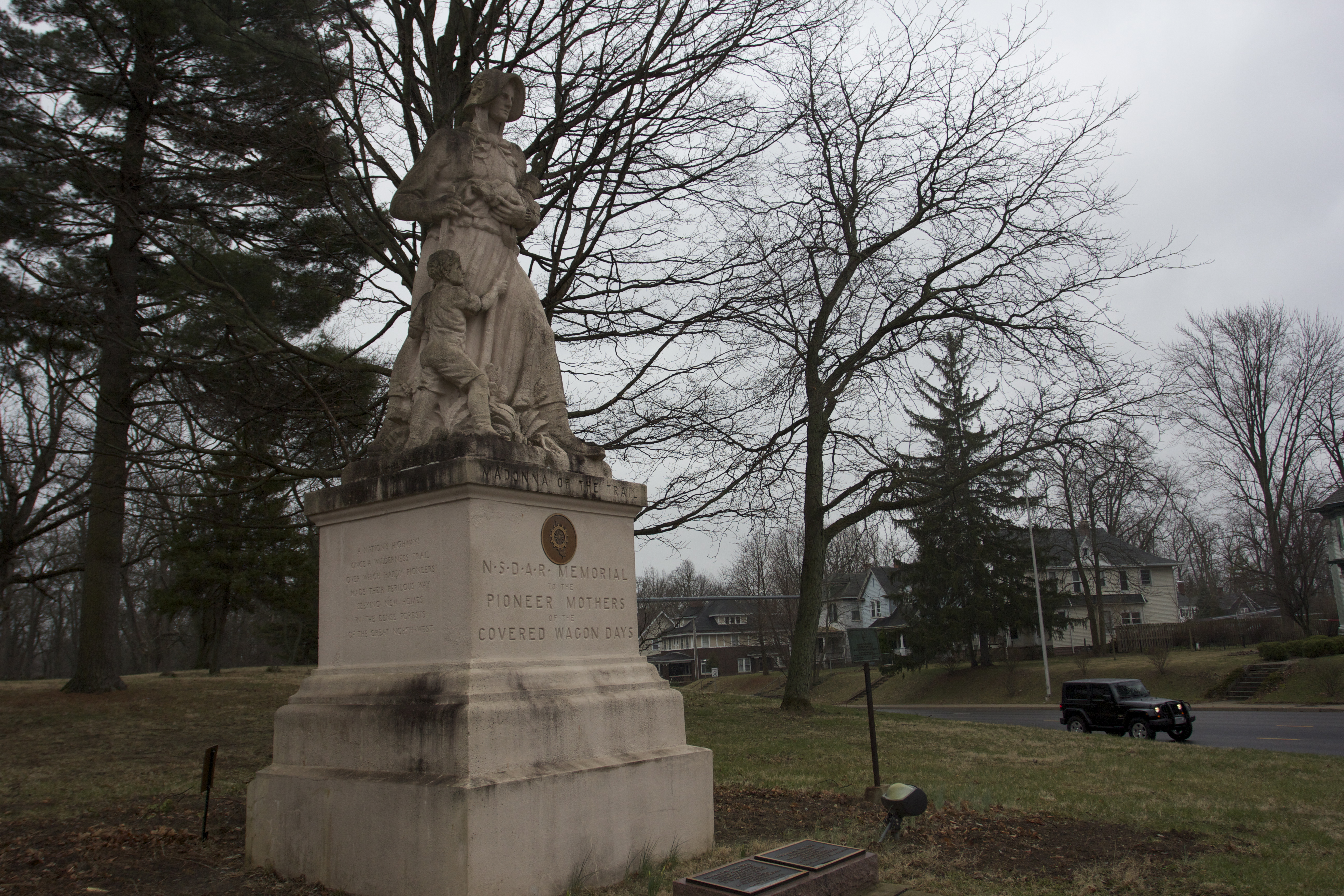
درب مادونا في ريتشموند ، مع الطريق الوطني في الخلفية

بشكل عام، الطريق صعد غربا على طول درب الهنود الحمر  الذي يعرف باسم مسار الرئيس نيماكولن. بمجرد اتباعه وتحسينه من قبل  جورج واشنطن، ثم تليها حملة برادوك الاستكشافية. باستخدام مضايق كمبرلاند، المرحلة الأولى من البناء عبرت جبال ألغاني  و دخلت جنوب غرب ولاية بنسلفانيا، ليصل إلى هضبة أليغاني في مدينة سموريست , بنسلفانيا. هناك الكثير من  المسافرين يمكنهم التحول إلى بيتسبرغ أو الاستمرار في الغرب من خلال ينوين تاون والوصول إلى المياه الصالحة للملاحة، نهر مونونجاهيلا في براونزفيل بولاية بنسلفانيا، الذي كان من قبل مركز تهجيز رئيسي ومركز تجاري في زورق. العديد من المستوطنين على متن القوارب إلى السفر إلى ولاية أوهايو وحتى ميسوري، أو في أي مكان آخر على  مستجمعات مياة المسيسيبي.
بحلول عام 1818، كان المسافرين مازال يمكنهم السفر من درب الرئيس نيماكولن عبر فورد، أو اتخاذ العبارة إلى غرب براونسفيلا، منتقلا خلال ولاية واشنطن مقاطعه بنسلفانيا، ويمر في ويلنج، فرجينيا (شرق فيرجينيا حاليا), 45 ميل (72 كـم) على نهر أوهايو.دفعت الجهود اللاحقة الطريق عبر ولايات أوهايو وانديانا في إقليم إلينوي. غرب المحطة من الطريق الوطني في أقصى حدودها في نهر كاسكاسكيا  في فاندليا, إلينوي، بالقرب من التقاطع الحديث الولايات المتحدة 51 الولايات المتحدة 40.
اليوم المسافرين يقودون غربا من فانداليا مسافرين غربا على طول الولايات المتحده الحديثه40 خلال جنوب وسط ولاية ايلينوي. واصل الطريق الوطني في إنديانا على طول  الولايات المتحدة الحديثه 40، مرورا بمدن تير هوت وانديانابوليس. في انديانابوليس، استخدم الطريق الوطني الحاذاة الاصليه بين الولايات المتحدة 40 على طول غرب واشنطن وشرق شوارع واشنطن (الولايات المتحدة 40 الحديثه يتم الآن توجيها على طول -465). شرق إنديانابوليس، وذهب الطريق من خلال مدينة ريتشموند قبل الدخول أوهايو، حيث واصلت الطريق على طول  الولايات المتحدة 40 الحديثه ومرت الضواحي الشمالية من دايتون، سبرينغفيلد، وكولومبوس. غرب مدينة زانفيلا, أوهايو،  على الرغم من اغلب طرق الولايات المتحده 40 تتبع الطريق الاصلي، الا ان شرائح عديدة من الطريق الأصلي لا يزال يمكن العثور عليها بين واشنطن القديم وموريستاون، تم رصف الطريق الاصلي بواسطة I-70. ثم واصل الطريق شرقا عبر نهر أوهايو في يدحرج في ولاية فرجينيا الغربية، الطريق الأصلي الغربي من الطريق الوطني عندما كان أول المعبدة. بعد تشغيل 15 ميل (24 كـم) في ولاية فرجينيا الغربية، الطريق الوطنية ثم دخلت بنسلفانيا. قطع الطريق في جميع أنحاء جنوب غرب ولاية بنسلفانيا، يتجه جنوب شرق لمدة 90 ميل (140 كـم) قبل الدخول في ولاية ماريلاند. شرق كيزر هو Ridge road الحديثة المستخدمة البديل الولايات المتحدة 40 إلى مدينة كمبرلاند (الحديث الولايات المتحدة 40 يتم الآن توجيه على طول أنا-68). كمبرلاند الأصلي شرق محطة الطريق. في منتصف القرن 19، حاجر امتداد بالتيمور—على ما هو الآن ميريلاند الطريق 144 من كمبرلاند أن هانكوك، الولايات المتحدة 40 من هانكوك إلى Hagerstown, بديل الولايات المتحدة 40 من Hagerstown إلى Frederick, ميريلاند الطريق 144 من فريدريك إلى بالتيمور. عملية الموافقة كانت حامية الموضوع بسبب إزالة الأصلي حصباء البناء التي جعلت هذا الطريق الشهير.
يستمر  الطريق بين بالتيمور وكمبرلاند  في استخدام اسم البوابة الوطنية أو بوابة بالتيمور الوطنية ز وكما وقع الشارع الرئيسي في ولاية أوهايو اليوم مع أجزاء مختلفة امن الولايات المتحدة الطريق 40 علي البديل الولايات المتحدة 40 كبديل، أو ميريلاند 144. الفاصل بين فريدريك, ميريلاند، جورج تاون (عاصمةواشنطن ) ، الآن طريق ميريلاند 355, يحمل مختلف الأسماء المحلية، ولكن في بعض الأحيان يشار إلى ة بوابة واشنطن الوطنية.[بحاجة لمصدر] هو الآن بموازاة الطريق السريع 270 بين كابيتال بيلتواي (I-495) وفريدريك.

## التسميات التاريخية
هذه الهياكل المرتبطة بالطريق الوطني المدرجة في السجل الوطني للأماكن التاريخية:
- Sixty-nine milestones in Maryland on Maryland Route 144 and Maryland Route 165, U.S. Route 40, U.S. Route 40 Alternate, and U.S. Route 40 Scenic
- Inns on the National Road in Cumberland, Maryland, and Grantsville, Maryland
- Casselman River Bridge near Grantsville, Maryland
- Petersburg Tollhouse in Addison, Pennsylvania
- Mount Washington Tavern adjacent to the Fort Necessity National Battlefield in Wharton Township, Pennsylvania
- Searights Tollhouse, National Road, in Uniontown, Pennsylvania
- Dunlap's Creek Bridge, near Brownsville, Pennsylvania, the first cast iron arch bridge in the United States. Completed in 1839, it was designed by Richard Delafield and built by the United States Army Corps of Engineers.[9] Still in use, the bridge is also a National Historic Civil Engineering Landmark.
- Claysville S Bridge in Washington County, Pennsylvania, near Claysville, Pennsylvania
- Mile markers 8, 9, 10, 11, 13, and 14 in West Virginia
- National Road Corridor Historic District in Wheeling, West Virginia
- Wheeling Suspension Bridge in Wheeling, West Virginia
- A segment of the road in Cambridge, Ohio
- The Red Brick Tavern in Lafayette, Madison County, Ohio, built in 1837
- Hudleston Farmhouse Inn in Mount Auburn, Indiana
- James Whitcomb Riley House in Greenfield, Indiana
- Old Stone Arch, National Road, near Marshall, Illinois[10]

في اللجنة التاريخية ومتحف بنسلفانيا تم تثبيت خمسة علامات تاريخية مشيرا إلى الأهمية التاريخية الطريق: واحد في مقاطعة سومرست في 10 أغسطس عام 1947، واحدة في مقاطعة واشنطن في 1 أبريل 1949 ثلاثة في مقاطعة فاييت في 12 تشرين الأول، 1948, 12 تشرين الأول، 1948, 19 مايو 1996.

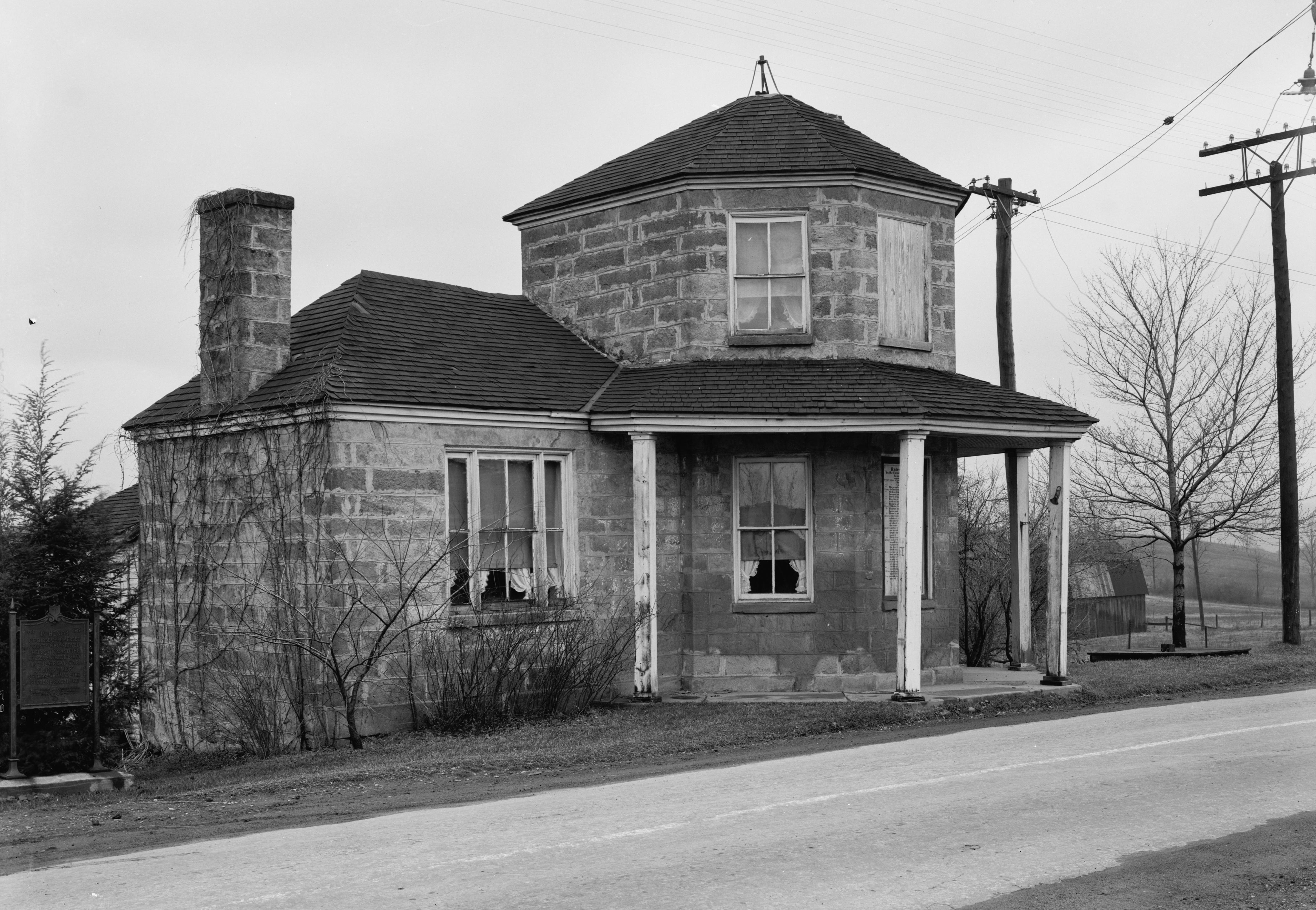
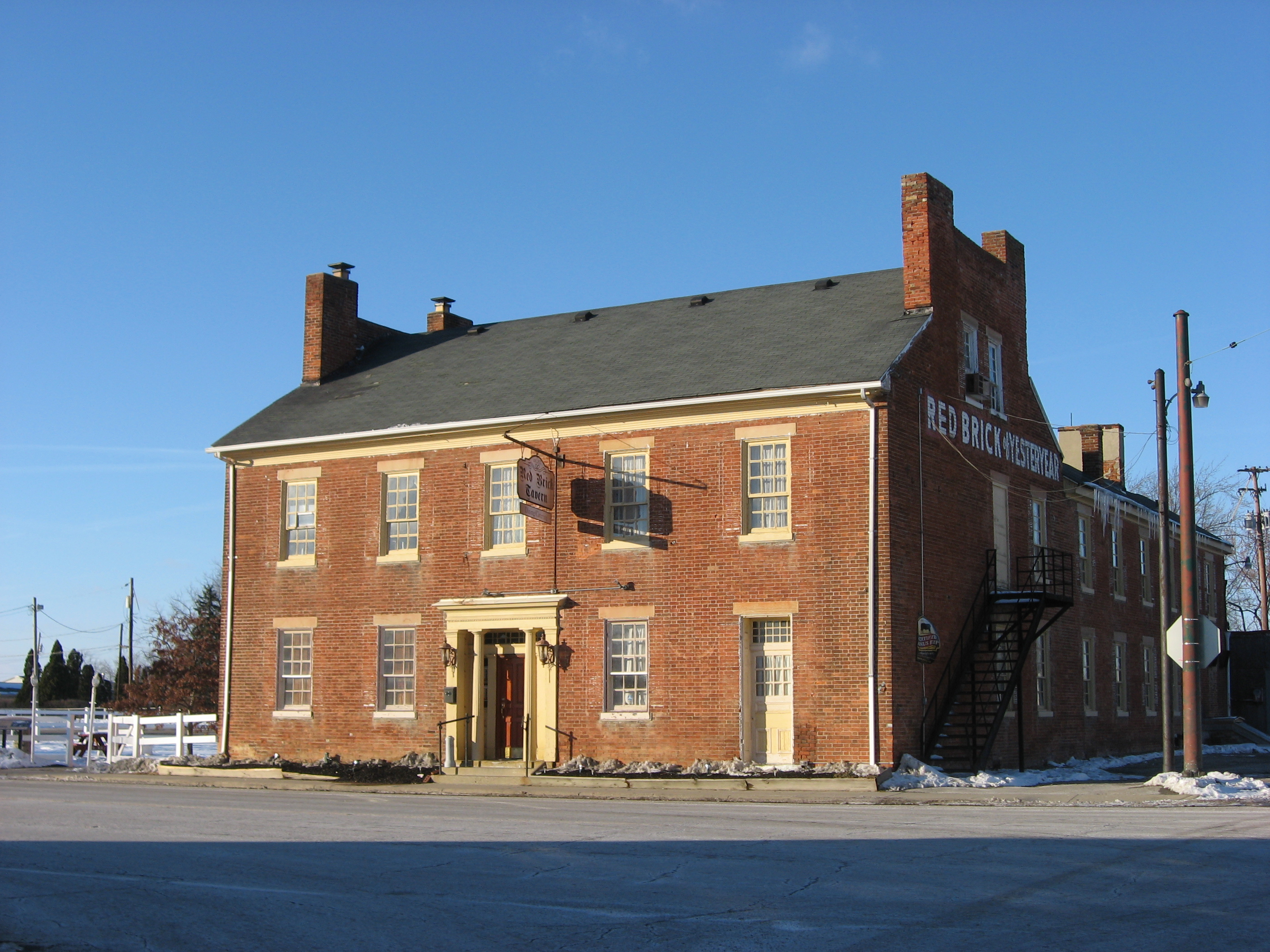
الطوب الأحمر حانة على طول الطريق الوطني في لافاييت بولاية أوهايو
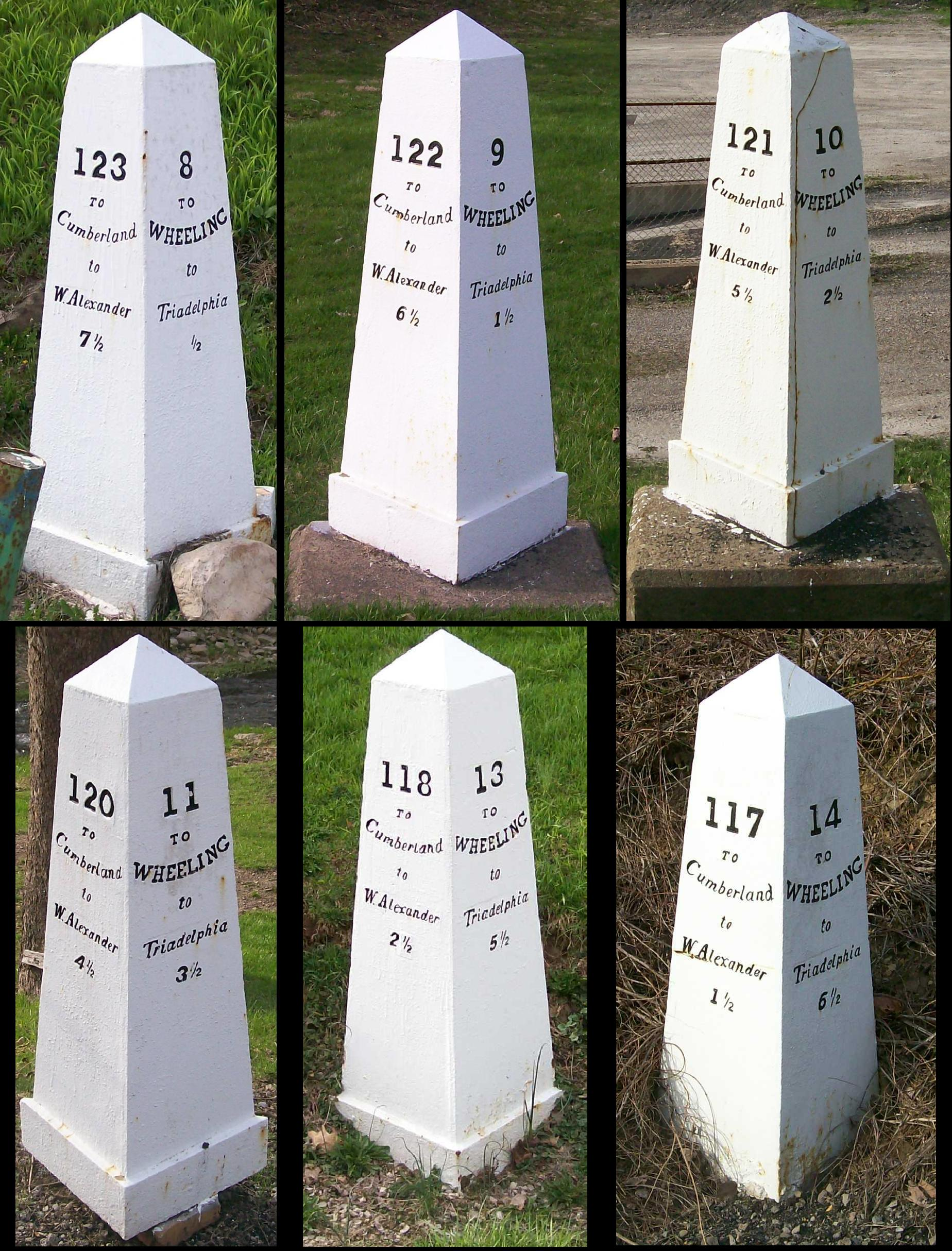
وعلامات ميل في غرب فيرجينيا
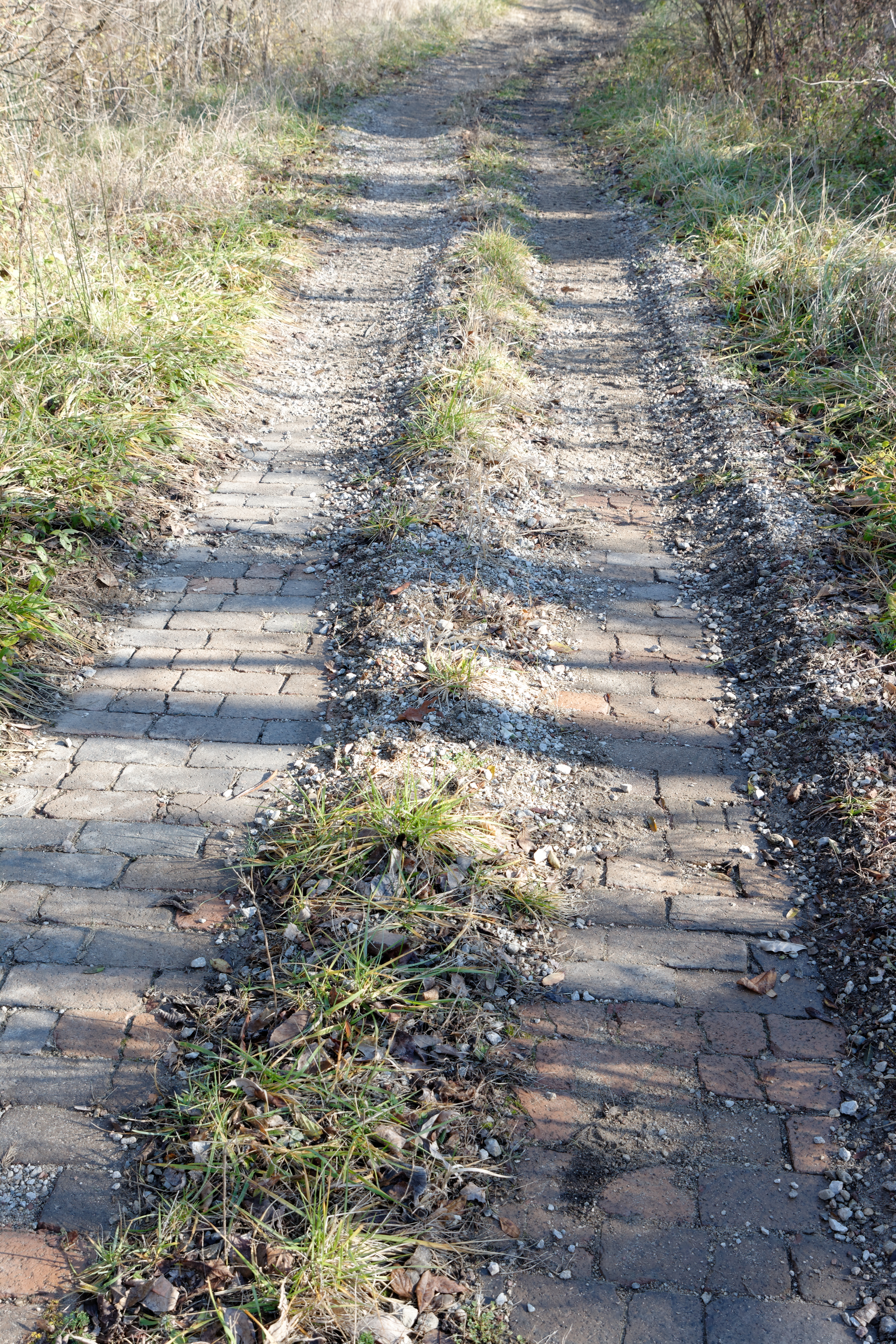
مهجور جزء من الطريق في مركز كلارك, إلينوي

## مزيد من القراءة
- Raitz كارل B., et al., eds. الطريق الوطني (Johns Hopkins University Press, 1996) طبعة الانترنت
- السماء، تيودور. الطريق الوطني والطريق الصعب المستدامة الوطنية للاستثمار (جامعة ديلاوير الصحافة؛ 2012) 293 الصفحات

## وصلات خارجية
- الطريق الوطنية الرابطة إلينوي – الطريق الوطني في ولاية إلينوي
- إنديانا الطريق الوطنية الرابطة الوطنية الطريق في إنديانا
- أوهايو الطريق الوطنية الرابطة – الطريق الوطني في أوهايو
- الطريق الوطني في ولاية فرجينيا الغربية – غرب فرجينيا وزارة التجارة
- الطريق الوطني للتراث الممر – الطريق الوطني في ولاية بنسلفانيا
- ميريلاند الطريق الوطنية الرابطة – الطريق الوطنية في ميريلاند
- الوطنية القديمة مسارات الطريق الجزء 1: البحث عن الطريق الوطني
- ميريلاند طريق البنك (بالتيمور إلى كمبرلاند)
- PRR التسلسل الزمني
- وطنية تاريخية الطريق من أميركا الشوارع الجانبية موقع إدارة الطرق السريعة الاتحادية
- الوطنية القديمة مسارات الطريق معرض الصور
- أوهايو الطريق الوطني جولة القيادة
- قالب:NRHP url
- قالب:NRHP url
- 125 متر ب: الوطنية بايك والطريق الوطني